# Mount Matalingahan

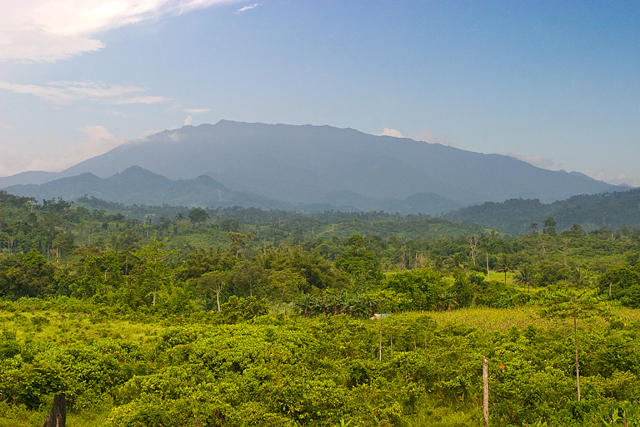
Mount Mantalingahan

Mount Matalingahan is de hoogste berg van het eiland Palawan in de provincie Palawan in Filipijnen.
De top van de berg is 2.086 meter boven de zeespiegel en ligt op het zuidelijk deel van het eiland. De bergrug waar Mount Matalingahan onderdeel van is, ligt in in het nationaal park Mount Mantalingahan Protected Landscape. De top wordt door de lokale Palawan-inwoners als heilige plek bestempeld.